# 伊仙町

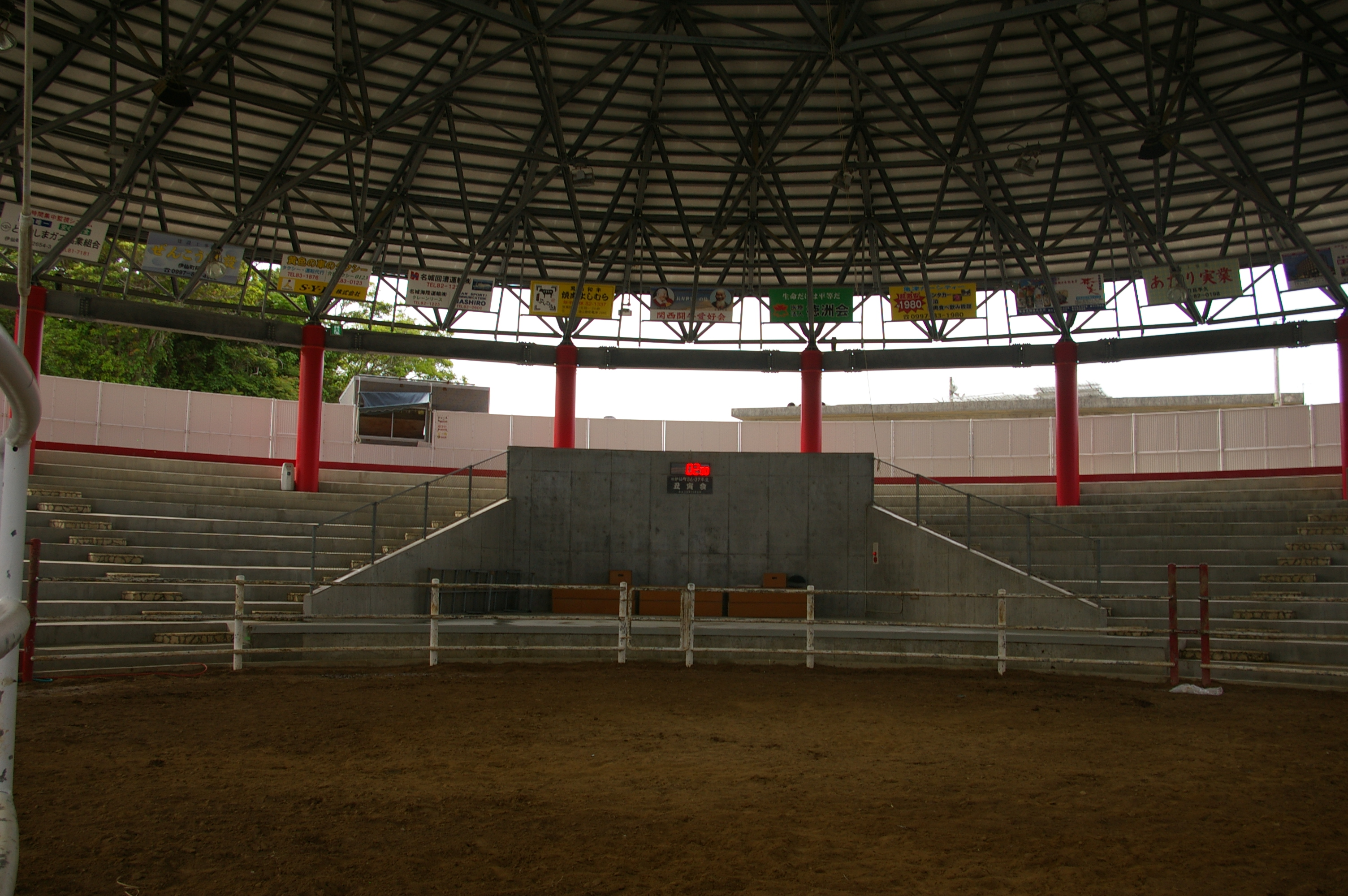
徳之島なくさみ館（闘牛場）

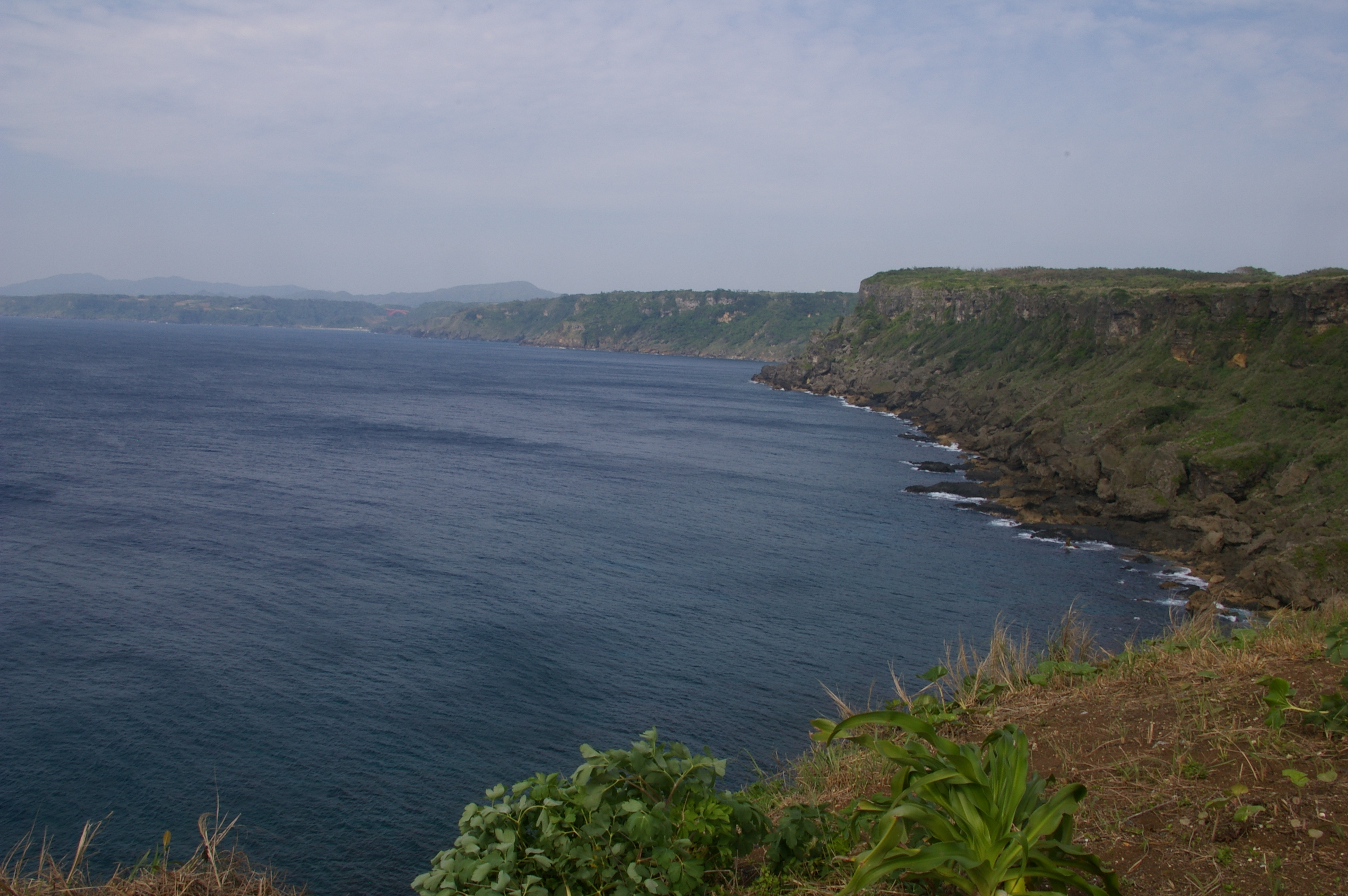
犬田布岬

伊仙町（いせんちょう）は、鹿児島県の奄美群島の徳之島にある町の1つ。大島郡に属し、奄美群島振興開発特別措置法の適用区域にあたる。闘牛（牛同士）の習慣があり、泉重千代・本郷かまとの2人の世界最高齢者の出身地でもある町のキャッチフレーズは、「長寿と闘牛の伊仙町」である。
気候風土など、徳之島全域にかかわる事柄については徳之島の項目を参照のこと。

## 地理
徳之島の南西部を行政区域とする。大部分が徳之島の山地部から外れており、徳之島3町の中では耕地面積率が最も高い。一方で琉球石灰岩地域が主であり、水利条件は三町の中では良くない。また石灰岩地域である事で近隣の沖永良部島と同じく、鍾乳洞が多数存在する。その中で現在知られているうち最も大きいとされるのが銀河洞（2052m）である。過去には上検福の銀竜洞（銀河洞のすぐ下流に位置する。）と、小島の小島暗川が観光洞として公開されていたが現在では閉鎖されている。石灰岩地域では河川は深い谷を刻みつつ地下に潜り、また地上に現れて深い谷を刻むのを繰り返すのが特徴的であるが、地形図や空中写真で伊仙町の山手の方を見ると、河川以外にも無数に涸れ川があって顕著に「ギザギザ」になっている事が分かる。これを「ドライバレー群」というが、徳之島（主に伊仙町）のカルスト地形の大きな特徴と言われている。小縮尺の地図で見てもそれほど起伏がある印象を抱かないが、実際にはかなりの起伏がある。海岸線は珊瑚礁性の磯と海蝕による奇岩が多く見られる。琉球石灰岩の断崖となっている犬田布岬周辺、浅い岩場と砂浜のある喜念浜、北部の犬田布岳などの山林は、2017年に奄美群島国立公園の一部に指定された。

### 隣接市町村
- 大島郡徳之島町・天城町

### 集落名
- 阿権（あごん）
- 阿三（あさん）
- 伊仙（いせん）
- 糸木名（いときな）
- 犬田布（いぬたぶ）
- 面縄（おもなわ）
- 喜念（きねん）
- 木之香（きのこ）
- 検福（けんぶく）
- 小島（こじま）
- 崎原（さぎばる）
- 佐弁（さべん）
- 中山（なかやま）
- 馬根（ばね）
- 古里（ふるさと）
- 目手久（めてぐ）
- 八重竿（やえぞう）

## 歴史

### 旧石器時代
- 現在の鹿児島県道83号伊仙天城線島権大橋付近にある「アマングスク遺跡」にて、約3万年前の旧石器が発見された。
- 他にも町内には数多くの貝塚がある。

### 中世
- 現在運動公園となっている義名山付近から山手にかけての国有林（約2km2）にて、「カムィヤキ遺跡」が1983年に発見された。この遺跡の発見は「南島考古学史上最大級の発見」とされており、2006年には国指定の史跡となった。この遺跡が示すものは「中世において南西諸島全域から一部九州本土にかけて須恵器に似た類須恵器と仮称される陶器が見つかっていたが、これらの生産拠点が徳之島であった」という事である。

### 近現代
- 1908年4月1日 島嶼町村制度が施行され、島尻村が発足。
- 1911年6月15日 喜界島地震が発生、鹿浦港の断崖絶壁にてがけ崩れが発生し家屋を埋没した、死者５人、負傷者６人となった。
- 1921年8月1日 島尻村が伊仙村に改称。
- 1946年1月28日 アメリカ合衆国（琉球列島米国民政府）の支配下におかれる。
- 1953年12月25日 徳之島を含む奄美群島の日本返還により再び日本国に属する。
- 1962年1月1日 伊仙村が町制施行。伊仙町となる。

## 行政
- 町長：伊田正則（2025年就任、1期目）

### 町の行政機関

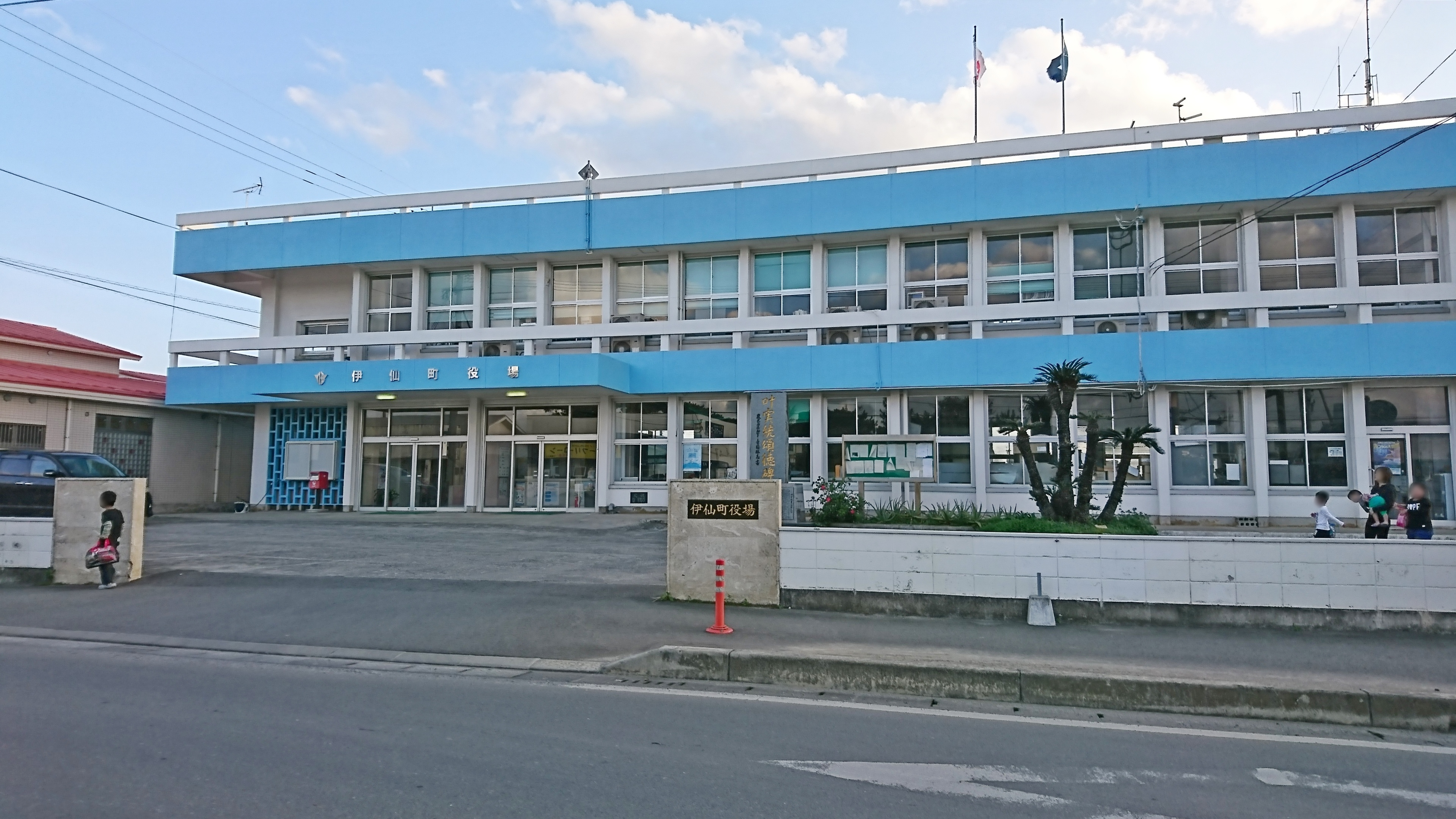
旧伊仙町役場

2023年（令和5年）9月25日から新庁舎での業務を開始した。
- 伊仙町役場

### 消防
- 徳之島地区消防組合消防本部
  - 伊仙分遣所

## 産業
- 主要農産品：サトウキビ・ジャガイモ・カボチャ・肉用牛（徳之島牛）・豚

## 地域

### 人口
| |                                        |  |
| 伊仙町と全国の年齢別人口分布（2005年） | 伊仙町の年齢・男女別人口分布（2005年） |  |
| ■紫色 ― 伊仙町 ■緑色 ― 日本全国 | ■青色 ― 男性 ■赤色 ― 女性              |  |
| 伊仙町（に相当する地域）の人口の推移 \| 1970年（昭和45年） \| 12,142人 \| \| \| 1975年（昭和50年） \| 11,023人 \| \| \| 1980年（昭和55年） \| 10,318人 \| \| \| 1985年（昭和60年） \| 9,826人 \| \| \| 1990年（平成2年） \| 8,821人 \| \| \| 1995年（平成7年） \| 8,151人 \| \| \| 2000年（平成12年） \| 7,769人 \| \| \| 2005年（平成17年） \| 7,255人 \| \| \| 2010年（平成22年） \| 6,844人 \| \| \| 2015年（平成27年） \| 6,362人 \| \| \| 2020年（令和2年） \| 6,139人 \| \| |                                        |  |
| 総務省統計局 国勢調査より |                                        |  |
| 1970年（昭和45年） | 12,142人                               |  |
| 1975年（昭和50年） | 11,023人                               |  |
| 1980年（昭和55年） | 10,318人                               |  |
| 1985年（昭和60年） | 9,826人                                |  |
| 1990年（平成2年） | 8,821人                                |  |
| 1995年（平成7年） | 8,151人                                |  |
| 2000年（平成12年） | 7,769人                                |  |
| 2005年（平成17年） | 7,255人                                |  |
| 2010年（平成22年） | 6,844人                                |  |
| 2015年（平成27年） | 6,362人                                |  |
| 2020年（令和2年） | 6,139人                                |  |

厚生労働省の「平成19年-平成24年人口動態保健所・市区町村別統計」の合計特殊出生率は2.81で、全国一高かった。

### 教育

#### 中学校
町立
- 伊仙町立伊仙中学校
- 伊仙町立面縄中学校
- 伊仙町立犬田布中学校

#### 小学校
町立
- 伊仙町立伊仙小学校
- 伊仙町立面縄小学校
- 伊仙町立犬田布小学校
- 伊仙町立鹿浦小学校
- 伊仙町立馬根小学校
- 伊仙町立糸木名小学校
- 伊仙町立喜念小学校
- 伊仙町立阿権小学校

## 交通

### 空路・航路
- 最寄り空港は徳之島空港（天城町）。空港から直接伊仙町に行くバス路線はない。
- 客扱いのある最寄り港は亀徳港（徳之島町）。平土野港（天城町）も利用可能。

### バス路線
- 徳之島総合陸運 - 主に県道80号・83号線を経由し徳之島町・伊仙町・天城町の3町の中心部を結ぶ。
  - 亀津 - 大船住宅 - 亀徳新港 - バスセンター - 徳之島病院 - 喜念 - 面縄 - 伊仙町役場 - 鹿浦 - 犬田布 - 河地 - 西阿木名 - 瀬滝 - 平土野
    - ※全線直通は1日4往復（土日祝日3往復）のみで他に亀津 - 犬田布間の区間便が1日2往復運行される

### 道路
- 鹿児島県道80号伊仙亀津徳之島空港線
- 鹿児島県道83号伊仙天城線
- 鹿児島県道617号糸木名亀津線

## 名所・旧跡・観光スポット・祭事・催事

### 観光スポット
- 犬田布岬
  - 奄美群島国立公園の一部。
  - 戦艦大和を旗艦とする第2艦隊・海上特別攻撃隊の戦没者慰霊塔（1968年に建立）がある。
- 瀬田海海浜公園
- 喜念浜海水浴場
  - 奄美群島国立公園の一部。
- 伊仙町歴史民俗資料館
  - 徳之島や伊仙町の歴史・民俗などに関する資料を展示している他、戦艦大和に関する展示コーナーもある。
- 徳之島なくさみ館闘牛資料室
- 阿権集落の平家の石垣とガジュマル巨木

### 催事
- 闘牛 - 徳之島なくさみ館などで開催。

## 伊仙町出身の有名人
- 泉芳朗（奄美群島祖国復帰運動の指導者・詩人）
- 松永みやお（文部省唱歌「若葉」作詞者・詩人）
- 宮トオル（画家）
- 山田酉吉 (味覚糖株式会社創業者・経済界)　ホームページ